# أفرو 549 ألدرشوت
أفرو 549 ألدرشوت (بالإنجليزية: Avro 549 Aldershot)‏ هي قاذفة قنابل بمحرك واحد، أنتجت في بريطانيا. من صناعة أفرو. كانت تستخدم بشكل أساسي من قبل سلاح الجو الملكي. كان أول طيران لها في 1921. دخلت الخدمة في 1924، انتهت خدمتها في 1925. صنع منها 17 طائرة.